# Cal Creu Bosc
Cal Creu Bosc és una masia situada al municipi de Castellar de n'Hug a la comarca catalana del Berguedà.